# Fandango (entreprise américaine)
Fandango est une société américaine de billetterie qui vend des billets de cinéma par le biais de leur site internet ainsi que par  leur application mobile.

## Historique
À la fin des années 1990, tandis que l'Internet gagnait en popularité, les petites et moyennes chaînes de cinéma ont commencé à offrir des services indépendants de vente de billets, par le biais de leurs propres sites web. En parallèle, des spectateurs ont commencé à pouvoir imprimer leurs propres billets à la maison (avec des codes à barres à scanner au cinéma) grâce à des services comme PrintTixUSA  ou des fournisseurs de logiciels comme "ticketmakers.com". En 2000, le site Fandango lance un service d'impression de tickets contre un supplément avec une possibilité de réservation. 
Le 11 avril 2007, Comcast acquiert Fandango, avec pour projet de l'intégrer dans un nouveau site internet de divertissement appelé "Fancast.com", dont le lancement est prévu pour l'été 2007. Le 23 juin 2008, Walt Disney Internet Group annonce la vente de Movies.com à Fandango,. 
En 2010, Flixster achète Rotten Tomatoes à News Corp.
Avec l'achat de NBCUniversal par Comcast en janvier 2011, Fandango et les autres actifs des médias de Comcast ont été fusionnées avec NBCUniversal.
En mars 2012, Fandango annonce un partenariat avec Yahoo! Movies, pour devenir le service officiel en ligne et sur mobile de vente de billets pour les 30 millions d'utilisateurs inscrits de Yahoo! service. La société était en litige avec la World Wrestling Entertainment concernant l'usage de la marque Fandango jusqu'en décembre 2013 utilisée aussi par le lutteur professionnel Johnny Curtis.
Le 29 janvier 2016, Fandango annonce l'acquisition de M-GO, une coentreprise entre Technicolor SA et DreamWorks Animation (NBCUniversal acquis de cette dernière société, trois mois plus tard) dont il sera plus tard renommé "FandangoNOW".
Le 17 février 2016, Fandango annonce l'acquisition de Flixster et sa filiale Rotten Tomatoes à Warner Bros. en échange d'une participation de 30% ,.
Le 1er décembre 2016, Fandango Media achète Cinepapaya, un site internet péruvien d'achat de billets de cinéma pour un montant non divulgué.
Le 12 mars 2018, le service de vidéo à la demande FandangoNow de Fandango rejoint le service de collection de vidéo Movies Anywhere de Disney,.

## Filiales et services
- Cinepapaya
- Flixster
- Movieclips
- Movies.com
- MovieTickets.com
- Rotten Tomatoes